# Gomesa venusta
Oncidium venustum là một loài phong lan đặc hữu của Brasil (Rio de Janeiro, Paraná).